# Wanda Pełczyńska

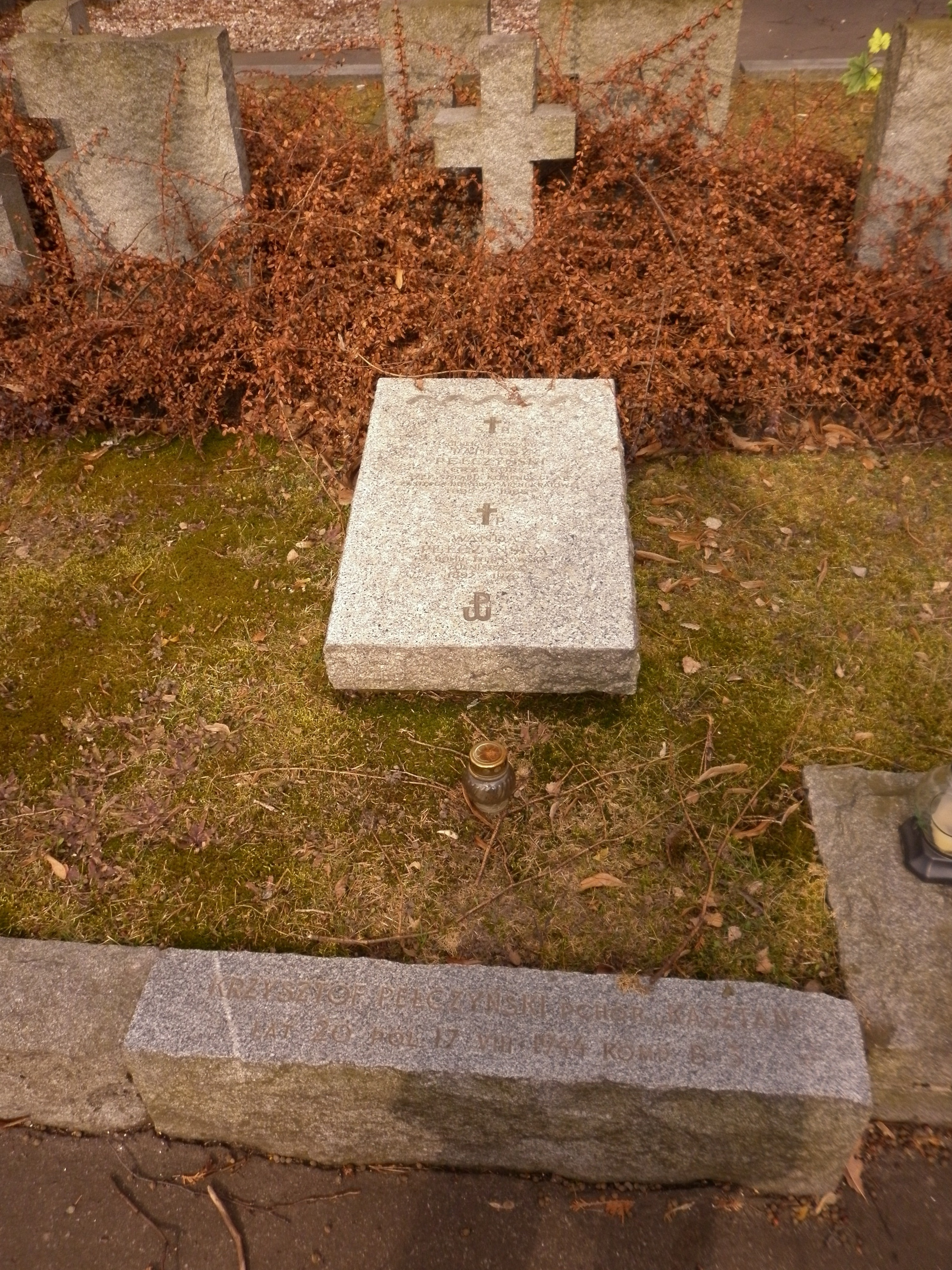
Grób Krzysztofa Pełczyńskiego, w którym leżą również jego rodzice, Tadeusz i Wanda Pełczyńscy na Cmentarzu Wojskowym na Powązkach w Warszawie

Wanda Izabela Pełczyńska z Filipkowskich, ps.: Brzeziewiczówna, Makryna (ur. 6 stycznia 1894 w Portoryko, zm. 5 września 1976 w Londynie) – działaczka niepodległościowa,  publicystka, posłanka na Sejm IV kadencji (1935–1938) w II Rzeczypospolitej, dama Orderu Virtuti Militari.

## Życiorys
Była córką inżyniera kolejowego i działacza niepodległościowego Józefa Filipkowskiego i Zofii z Jaxa-Kwiatkowskich. Jej braćmi byli żołnierz Legionów Polskich, architekt Stanisław Filipkowski (1896–1964) i inżynier dróg i mostów Włodzimierz (1898–1974). Ukończyła prywatną szkołę średnią M. Łojki i Kursy Pedagogiczne Jana Miłkowskiego w Warszawie. W latach 1912–1914 odbyła studia polonistyczne na Uniwersytecie Jagiellońskim.
W czasie studiów należała do „Zarzewia” oraz od 1913 Polskich Drużyn Strzeleckich, w których ukończyła kurs podoficerski, W  1914 była komendantką żeńskiego oddziału sanitarnego PDS. Członkini kierownictwa krakowskiego okręgu PDS. Była członkinią „Znicza” i Legii Niepodległości w tej ostatniej była członkinią kierownictwa w Warszawie. Uczestniczyła także w pracach tajnego skautingu, organizując żeńskie patrole skautowe w Kielcach.
Po wybuch I wojny światowej od 1914 roku była kurierką I Brygady Legionów Polskich do kierownictwa Polskiej Organizacji Wojskowej w Warszawie. Po ostatecznym wyparciu Rosjan z Królestwa osiedliła się na stałe w Kielcach, gdzie w latach 1915–1918 była nauczycielką w szkołach średnich. Organizatorka a potem przewodnicząca koła kieleckiego Ligi Kobiet Pogotowia Wojennego (1915–1918). Prezeska Zarządu Okręgu Kieleckiego LK PW (1916–1918) oraz członkini Prezydium Naczelnego Zarządu Ligi (VI 1917–IV 1918). Członkini prezydium Narodowej Rady Okręgowej Ziemi Kieleckiej i redakcji jej organu „Ziemia Kielecka” (1915–1917). Była także przedstawicielką LK PW we władzach Komisji Porozumiewawczej Stronnictw Niepodległościowych w Kielcach. Od lutego 1915 członkini POW, była m.in. wchodziła w skład komendy Okręgu VI (kieleckiego) gdzie kierowała Pocztą POW.
Uczestniczka wojny polsko-bolszewickiej. W 1919 roku była komendantką kurierek Frontu Litewsko-Białoruskiego, następnie komendantką główną Wydziału Instruktorek Oświatowych przy Naczelnym Dowództwie Armii. Po 1920 roku pracowała jako nauczycielka w Seminarium Nauczycielskim w Warszawie, w latach 1923–1927 była redaktorką naczelną „Bluszczu”, następnie, w latach 1927–1931 redaktorką „Kobiety Współczesnej”, a w okresie 1927–1934 – współredaktorką „Młodej Matki” oraz tomów wspomnień Wierna służba... 1910–1915 (1927) i Służba Ojczyźnie... 1915–1918 (1929).
Od 1932 roku mieszkała z mężem w Wilnie. Pracowała jako dyrektor programowy rozgłośni wileńskiej Polskiego Radia. Była członkinią zarządu sekcji polskiej FIDAC, członkinią zarządu Federacji Polskich Związków Obrońców Ojczyzny. Politycznie była związana z BBWR. W 1934 roku była matką chrzestną polskiego transatlantyku MS Piłsudski, bliźniaczego statku MS Batorego.
W wyborach parlamentarnych w 1935 roku została wybrana do Sejmu IV kadencji (1935–1938) 12 360 głosami z okręgu nr 46, obejmującego obwody III, IV i V Wilna. W kadencji tej pracowała w komisjach: oświatowej, pracy i spraw zagranicznych.
Podczas II wojny światowej od przełomu lat 1939/1940 była związana ze ZWZ w Wilnie. Po okupacji Litwy przez Armię Czerwoną (15 czerwca 1940) została w lipcu 1940 aresztowana przez NKWD. Więziona na Łukiszkach do ataku Niemiec na ZSRR w czerwcu 1941 roku. Od jesieni 1941 roku przebywała w Warszawie. Pracowała w Biurze Informacji i Propagandy Armii Krajowej, od 1943 roku działała w VII Oddziale Komendy Głównej AK. W czasie powstania warszawskiego opiekowała się rannymi na trasie Warszawa–Milanówek, od listopada do grudnia 1944 roku pracowała w V Oddziale KG AK.
Od jesieni 1945 roku przebywała na emigracji, mieszkała w Londynie. Była organizatorką i pierwszą prezeską Zjednoczenia Polek na emigracji (w 1946 roku), m.in. wspólnie z mężem współtworzyła Studium Polski Podziemnej, a ponadto w latach 1951–1959 prowadziła dom dla zasłużonych Polaków „Antokol” koło Londynu. W 1968 roku była kandydatką PPS do Rady Trzech.
Zmarła 5 września 1976 roku w Londynie. Po śmierci Wanda Pełczyńska została pochowana na cmentarzu Gunnersbury w Londynie. W listopadzie 1995 roku prochy jej i męża zostały przeniesione do grobu ich syna Krzysztofa w kwaterze Zgrupowania Pułku Baszta na Cmentarzu Wojskowym na Powązkach w Warszawie (kwatera A26-2-15).

W 1955 roku Lidia Ciołkoszowa wspominała:

Pani Wanda Pełczyńska, była posłanka na Sejm i żona szefa sztabu AK, gotowała w angielskich domach. Pani Raczkiewiczowa, wdowa po Prezydencie, zajmowała się naprawą sztucznej biżuterii.

## Życie prywatne
W 1923 roku wyszła za mąż za Tadeusza Pełczyńskiego, późniejszego generała i szefa sztabu Armii Krajowej. Mieli dwoje dzieci: syna Krzysztofa (1924–1944) – żołnierza pułku AK „Baszta”, który zginął w powstaniu warszawskim i córkę Marię (1929–1991), która była architektem w Londynie.

## Ordery i odznaczenia
- Krzyż Srebrny Orderu Wojskowego Virtuti Militari nr 7555 – 17 maja 1922[14][15][1][3][8]
- Krzyż Niepodległości z Mieczami – 7 lipca 1931 „za pracę w dziele odzyskania niepodległości”[16][10][5]
- Krzyż Oficerski Orderu Odrodzenia Polski[1][8]
- Krzyż Kawalerski Orderu Odrodzenia Polski – 10 listopada 1928 „za zasługi na polu pracy niepodległościowej i oświatowej”[17][5]
- Złoty Krzyż Zasługi[10][8]